# Emova
Die Emova Movilidad S.A. ist eine argentinische Bahngesellschaft. Emova ist Teil der Firmengruppe Benito Roggio Transporte.
Seit 1. Dezember 2021 ist Emova Betreiber (Konzessionär) der Subte, dem U-Bahn-System der argentinischen Hauptstadt Buenos Aires, und der Premetro. Der Vertrag über Betrieb und Instandhaltung hat eine Laufzeit von 12 Jahren.